# Az Európai Bizottság elnökeinek listája
Az Európai Bizottság elnöke az Európai Unió legmagasabb rangú nem közvetlenül választott tisztségviselője. Az elmúlt években többen az EU-tagállamok volt kormányfői közül kerültek ki.

## Kiválasztás
Az Európai Bizottság elnökét az Európai Tanács választja ki egyhangú döntéssel, ezután az Európai Parlamentnek is jóvá kell hagynia a Bizottság többi tagjával egyszerre, egy közös szavazáson. Az elnök a Parlamentnek tartozik felelősséggel munkájáért, amely a teljes Bizottságot leválthatja egy bizalmatlansági szavazással.
Az Európai Bizottság elnöke az Európai Unió végrehajtó hatalmának a feje, ezért időnként felmerül a kérdés, hogy miért nem a Parlament vagy az állampolgárok választják közvetlenül, ahelyett hogy a kormányok választanák ki. Ilyen változtatás jelenleg nincs napirenden. A még nem elfogadott alkotmány szerint a Tanácsnak figyelembe kellene vennie a döntésnél a legutóbbi parlamenti választások eredményét. Ez abban is különbözik a jelenlegi eljárástól, hogy a Parlamentnek hatalmában állna magát az elnököt is elutasítania, nem csak a teljes Bizottságot.

## A Bizottság elnökei
| Sorszám | Elnök                     | Hivatalba lépett   | Megbízatás vége    | Tagország          | Párt                                |
| 1.      | Walter Hallstein          | 1958               | 1967               | NSZK               | Kereszténydemokrata Unió (CDU)      |
| 2.      | Jean Rey                  | 1967               | 1970               | Belgium            | Liberális Reformpárt (PRL)          |
| 3.      | Franco Maria Malfatti     | 1970               | 1972               | Olaszország        | Kereszténydemokraták (DC)           |
| 4.      | Sicco L. Mansholt         | 1972               | 1972               | Hollandia          | Munkáspárt (PvdA)                   |
| 5.      | Francois-Xavier Ortoli    | 1973               | 1977               | Franciaország      | Gaulle-ista Párt                    |
| 6.      | Roy Jenkins               | 1977               | 1981               | Egyesült Királyság | Munkáspárt                          |
| 7.      | Gaston Edmont Thorn       | 1981. január 12.   | 1985               | Luxemburg          | Demokrata Párt                      |
| 8.      | Jacques Delors            | 1985               | 1995               | Franciaország      | Szocialista Párt (PS)               |
| 9.      | Jacques Santer            | 1995               | 1999. március 15.  | Luxemburg          | Keresztényszocialista Néppárt (CSV) |
| 10.     | Manuel Marin              | 1999. március      | 1999. szeptember   | Spanyolország      | PSOE                                |
| 11.     | Romano Prodi              | 1999. szeptember   | 2004. november 18. | Olaszország        | Olajfa koalíció                     |
| 12.     | José Manuel Durão Barroso | 2004. november 18. | 2014. november 1.  | Portugália         | Szociáldemokrata Párt (PSD)         |
| 13.     | Jean-Claude Juncker       | 2014. november 1.  | 2019. november 30. | Luxemburg          | Keresztényszocialista Néppárt (CSV) |
| 14.     | Ursula von der Leyen      | 2019. december 1.  |                    | Németország        | Kereszténydemokrata Unió (CDU)      |

A sorok színe mutatja a hozzávetőleges politikai irányultságot az alábbiak szerint:
| baloldali / szocialista  |
| jobboldali / konzervatív |
| liberális                |